# 成群結伴！西頓學園
《成群結伴！西頓學園》是由日本漫畫家山下文吾所創作的日本漫畫作品，2016年5月8日起於漫畫平台「Cycomics」上定期連載中。自該漫畫改編的電視動畫於2020年1月7日至3月24日播放。

## 故事情節

### 背景設定
故事發生在一所叫西頓學園的私立高中，而這所高中裡面的成員都是各式各樣的動物。其中的登場人物設定男生公獸都是獸人，而女生母獸則是擬人化的獸娘。

### 劇情大綱
私立西頓學園，是一所各式各樣的動物一起生活的高中，學生們會依同種動物而成群結伴組成獸群（社團）。學園內種族數量最少的人類（智人）少年——間樣人，他是個非常討厭動物，期望過著與動物互不干擾的生活。然而他在餐廳偶然相識孤單一匹狼——大狼蘭華。在和同為人類的少女——牝野瞳組成料理社後，陸續地各種動物也加入料理社，更成為學園中最罕見的跨異種族獸群。

## 登場人物

### 西頓學園

#### 料理社

《成群結伴！西頓學園》的主要人物們，從左至右為間樣人、獅子野金格、貓米胡桃（後排）；苺苺、獸生美尤妃（中排）；牝野瞳、大狼蘭華、子守尤加莉（前排）。

間樣人（／），聲：石谷春貴、山根綺（少年時代）
動物：人類，性別：雄性（♂）。
本作男主角。西頓高中里唯一的人類男學生，性格極不容易合群，說話尖酸刻薄，略帶毒舌；討厭動物，稱呼它們為“臭禽獸”、“臭XX”；稱呼蘭華為“笨狗”。在食堂第一次與蘭華相遇時給了蘭華肉吃就被蘭華單方面認為自己想要加入她的群落而被蘭華纏上了。喜歡牝野瞳。雖然對除了和小瞳沒有關係的其他事上面沒興趣，卻總是會不自覺的給出意見幫助蘭華。表面上總是對除了小瞳以外的其他獸冷嘲熱諷，但心裡總是無自覺地為他人給出意見，出謀劃策。興趣是喜歡一個人窩在角落裡看書，不喜歡被人打擾、和小瞳兩人獨處。單方面知道與蘭華是小時候的青梅竹馬，可是自己並不想承認這樣的關係。和現在彆扭的想法不同，相反小時候有著想要不分種族地與其他動物做朋友理念，卻因三隻小熊和蘭華的緣故開始討厭和其他動物有任何接觸，認為禽獸就是禽獸，禽獸和人類是無法相互理解、溝通、和平共處的。故事後期剛升上三年級時被發情的大象男學生撞成植物人，直到十年後終於醒過來。得知蘭華死後，一度崩潰，之後為了拯救蘭華而決定回到過去，最終在第146次輪迴成功改變了命運。
大狼蘭華（／），聲：木野日菜
動物：北海道狼，性別：雌性（♀）。初登場：漫畫第1話。
本作女主角。性格吵鬧，天真單純，喜歡為弱小打抱不平。做事從不放棄，勇往直前，喜歡當老大（同時也是西頓學園所有學生里最容易被騙的）阿人小時候幼兒園裡的青梅竹馬（雖然蘭華本人並不知道阿人就是自己兒時的玩伴）。因為和阿人初次相遇時阿人在食堂裡給了自己肉吃就黏上了阿人。喜歡阿人，並且經常貼上阿人的臉舔個不停（舔對方的臉是狼打招呼與表示親愛的方式），但也總是熱臉貼了冷屁股被阿人罵。因為兒時被三隻小熊欺負時，有一個人類小孩兒(其實是阿人，本人不知)挺身出面保護自己的緣故，所以相信即便不是同一群落的獸也能組成群落。夢想著讓很多獸加入自己的群落，然後自己當老大...遇到有困難需要幫助的同學時會不圖回報地幫助它們，給與它們鼓勵和信心。故事後期在阿人被撞成植物人後因不捨之下一直在病床邊舔著他，於一年後絕食而死。
牝野瞳（／），聲：宮本侑芽
動物：人類，性別：雌性（♀）。
西頓高中里唯一的人類女學生，舉止端莊賢淑；性格乖巧認真，熱心、溫柔且善解人意。不善於拒絕別人的要求。因為平易近人的性格而很受人（獸）們歡迎。料理社的創辦人與起初的社長（後來蘭華要求當“老大”就把社長之位交給了它）。因在學校裡的人類只有阿人與自己，所以就和阿人成為了朋友，對阿人總是不自覺地幫助蘭華的一幕看在眼裡。喜歡阿人，但覺得阿人潛意識裡喜歡的人是蘭華而不是自己拒絕了阿人的告白，雖然拒絕了阿人，可自己心裡卻還是喜歡著他，擔心如果接受了他的告白會破壞掉三人的關係。被要求換上其他服裝時會表現出非常臉紅害羞的表情（阿人最喜歡看她的服裝秀）。
子守尤加莉（／），聲：久野美咲
動物：無尾熊，性別：雌性（♀）。初登場：漫畫第3話。
性格開朗誠實，積極上進，有主見，頭腦也很聰明。有著一噸的抓握力。從不掩飾自己的想法，有什麼說什麼；開口說話時經常能一句話點到正題上；但有時會把話題向著令人哭笑不得的奇怪誤會方面引導下去；同時也能經常毫無自覺地戳中別人的痛楚。有時候會壞心眼地輕笑著挖苦對方（尤其是對阿人）。為了做出超越尤加利葉的夢幻料理（曾問過媽媽但沒結果）而來到料理社，通過蘭華親手製作的大X味料理而想起了媽媽的味道，因此從而走上了一條獵奇不歸路...。十年後創立一間連鎖餐廳，並研發出自己的獨門菜單，目前正在拓展海外市場。
獸生美尤妃（／），聲：小原好美
動物：三趾樹懶，性別：雌性（♀）。初登場：漫畫第4話。
什麼都嘗試挑戰的體育系貧弱少女，性格穩重、安靜、話不多卻總是面帶微笑。因為沒有朋友而被蘭華招募進料理社的三趾樹懶，加入料理社之前老是癱在教室桌子上不回宿舍，身上也因此長滿了青苔。因為是樹懶所以行動遲緩，時速180米，不能做過量運動，走路就會因為做了過量運動（樹懶的衡量標準）而熱死...、泡澡就會溺水而死...、吃了無法消化的東西就會因無法消化而死...、甚至連說話都會被累死......行動時需要坐進手推車裡被大家推著走；阿人吐槽她：“真虧你有辦法活到現在”。在關鍵時刻卻意外地有著堅持不懈的一面（體育祭游泳接力中表現出令人稱讚的這一面），因想要找到屬於自己的體育運動而在自己的房間裡擺放了一堆體育器材。有著深藏不漏的另一面，是曾經在“驢子王”卡牌大賽里囊括所有冠軍頭銜後消失踪影的“低速氣旋”（出牌慢的大賽破壞者）。因被蘭華的話打動而加入了料理社。短篇裡貌似表現出喜歡蘭華的情感（體育祭游泳接力中被蘭華推薦與鼓勵過），十年後成為科學家。
貓米胡桃（／），聲：德井青空
動物：布偶貓，性別：雌性（♀）。初登場：漫畫第5話。
性格悠閒，懶散。一天到晚無所事事，不是遊蕩閒逛就是睡懶覺。料理社的幽靈社員，多數時間不來料理社，來料理社時也從不進行社團活動，而是躲在一邊找個角落睡午覺...因為催眠人的叫聲和長相可愛的緣故，容易引起周圍人的照顧欲，走到哪裡周圍的獸都會送給她零食。起初非常好奇蘭華與阿人的社團裡不同種族之間奇怪的接觸關係而接近蘭華他們，認為加入群落本身就是件蠢事。想要取代蘭華“老大”的位置把料理社變為“睡午覺社”但卻遭到大家的拒絕。當想要離開時阿人指出胡桃自己其實是很想加入料理社的，雖然表面上想要否認，但胡桃因為高興而直挺著的尾巴卻出賣了自己。自己心裡其實很羨慕他們不同種族之間的和睦關係。最後加入了料理社。非常排斥之後又加入料理社的新成員莓莓（貓的認生習性），作為本作裡的幾個主要角色，登場卻及其地少。十年後成為了模特兒。
苺苺（／），聲：芹澤優
動物：大熊貓，性別：雌性（♀）。初登場：漫畫第23話。
國民偶像，從國外進來西頓學園的留學生。作為國家一級重點保護動物，相當得寵，也因此培養出其嬌蠻任性的性格。被阿人所做的熊貓糰子所吸引而來到料理社，要求阿人繼續做熊貓糰子給她，結果反而被阿人趕出去，後在阿人“必須親自動手做”的條件下同意料理社繼續製作熊貓糰子給她吃，並順勢加入料理社。雖為偶像，卻被阿人粗暴對待，貌似隱藏抖M屬性（被阿人罵會感到興奮）喜歡阿人，同時也喜歡黏著胡桃，導致胡桃對她非常厭惡與懼怕，看到她拔腿就跑。十年後成為了偶像事務所的製作人。
吸森千依（／）
動物：吸血蝠，性別：雌性（♀）。初登場：漫畫第78話。
性格内向，呆萌。害怕吸血的吸血蝙蝠新生，因不想傷人(獸)而不喜歡吸血，平常就喝市售的牛血袋，但是由於貌似喜歡間樣人，特別想吸間樣人的血。在料理社中因自己無法品嚐味道而絕望，後來通过間樣人得知自己可以嚐到酸和鹹味而重回笑容，最后被大狼蘭華邀請加入料理社。在漫畫85話中她而被莓莓的戲弄下，間樣人竟主動幫助她。十年後開了間能喝到各種調血的血液酒吧。

#### 學生會
肌野美希（／），聲：田村由香里
動物：裸鼴鼠，性別：雌性（♀），初登場：漫畫第13話。
學生會長，性格保守固執。一般情況下不輕易在學校裡露面，就連學生會室都深藏於地下。認為穿衣服是一件很羞恥的事（裸鼴鼠視角），被阿人大罵變態。來到地上時才會穿制服，回到學生會室裡就會脫掉衣服。雖然本人是會長但卻非常害怕是貓米胡桃。
因誤解阿人要建立“異種族后宮”而對阿人開始關注，想阻止阿人要建立“異種族后宮”的想法，於是要求料理社廢社。後來因蘭華救了輔佐美希的裸鼴鼠們並且解釋阿人並沒有建立“異種族后宮”，料理社只是在從事正常的社團活動而放棄了廢社的想法，但並不會放棄監視阿人。
學生會的裸鼴鼠們，聲：井上雄貴、濱田洋平
動物：裸鼴鼠，性別：雄性（♂），初登場：漫畫第13話。
以美希為女王鼠而輔佐她的學生會成員們，所有鼠的使命與階級從出生起就決定了。另外還有負責保護美希的保鏢部隊（裸鼴鼠們），但因為一個個都太小而派不上什麼用場，在胡桃面前一個個都變成了玩具。

#### 主要學生
馬縞克蘿艾（／），聲：青山吉能
動物：細紋斑馬，性別：雌性（♀），初登場：漫畫第2話。
穿著標誌性的條紋長筒襪。最初是馬群的領導者，瞧不起蘭華，阿人趕走蘭華後，蘭華就被克蘿艾以最底層的地位拉近了她的馬群。之後阿人就指出其實克蘿艾和馬根本沒有關係，倒是和驢非常接近，被阿人惹怒的克蘿艾叫他拿出證據，阿人隨手就抱著她掀起她的裙子揪出那根像驢子一樣的尾巴給大家看，克蘿艾就被馬群驅逐了。之後無處可去的她加入了驢子兄弟的群落玩起了“驢子王”，想要報阿人給了她恥辱的一箭之仇。後來和阿人對決時輸了（牌桌外卻使用了自己的必殺飛踢打了阿人）；最後回想起了自己和驢子兄弟一起玩“驢子王”時的種種快樂回憶後醒悟，終於明白自己真正的群落同伴是和自己一起玩“驢子王”的驢子兄弟。還和蘭華成為了朋友。有著威力不俗的踢腿。
獅子野金格（／），聲：杉田智和
動物：獅子，性別：雄性（♂），初登場：漫畫第12話。
西頓學園裡的獅王，有著由一群母獅組成的後宮，喜歡異種族的高角羚——伊原志保，請求阿人和蘭華協助自己。
在阿人的協助下，與志保的關係變得更加親近，因此視他為自己的恩人。
十年後與伊原志保結為夫妻。
伊原志保（／），聲：高野麻里佳
動物：高角羚，性別：雌性（♀），初登場：漫畫第12話。
田徑社社員，被獅子野金格追求，雖然以發情期未到拒絕交往，但表示可以從朋友開始。
十年後與獅子野金格結為夫妻。
斑刃伊惠娜（／），聲：津田美波
動物：斑點土狼，性別：雌性（♀），初登場：漫畫第14話。
常常以假小子的性格和不良少年的身份示人，身上穿著男性的衣服，說話時也習慣性使用男性用語。喜歡打群架，實力非常強。咬合力也非常強，可以咬碎骨頭。認為自己並不是女生，因為阿人說她是女生，所以生氣地想要亮出自己的那根XXX表明自己是男生，但阿人指出無論是公鬣狗還是母鬣狗都會長那根XXX（雌性鬣狗長有酷似雄性鬣狗生殖器）後，哭著跑開。之後又因為自己想要變得有女生氣質就找上了小瞳求助。母親很早以前就去世了，家裡有一個爸爸和一個哥哥，兩個人都有服裝癖.夢想著給伊惠娜穿上各式各樣的女裝，在短篇裡貌似表現出喜歡小瞳的百合情結。
風風（／），聲：齋藤彩夏
動物：小熊貓，性別：雄性（♂），初登場：漫畫第23話。
莓莓的經紀人兼保鏢。身手矯健，會使用手槍，衝鋒槍，和狙擊步槍等各種武器。在同行里有著“紅色疾風”的外號。一旦莓莓受到阿人的欺負與嘲諷，嘴裡就會總是掛著要判阿人死刑的宣言。
鏡瑪娜可（／），聲：佐倉綾音
動物：眼鏡猴，性別：雌性（♀），初登場：漫畫第26話。
西頓學園的學生，莓莓的粉絲。有撞牆的自殺傾向的本能（只要一看到莓莓或者被陌生人答話就會這樣）。被莓莓鼓勵後幸福地又要自殺時被美尤妃阻止，告訴她不要輸給自己的本能。一到了晚上瞳孔就會變得又大又圓。高角羚志保同一個社團的朋友。有著超人般的跳躍力。短篇裡貌似表現出喜歡美尤妃的情感。

#### 其他學生
猿原潘（／），聲：朝日奈丸佳
動物：黑猩猩，性別：雌性（♀），初登場：漫畫第9話。
瞧不起其他動物的黑猩猩，尤其非常討厭人類。使用陰謀詭計不擇手段地想要在體育祭上獲得勝利，最後被料理社擊敗。被蘭華警告：“如果再對我的朋友出手就吃了你！”。
愛島尤比爾（／）
動物：指猴，性別：雄性（♂），初登場：漫畫第15話。
和阿人同一個班級，因為大家看到它的手就會害怕，所以很在意自己的手指嚇到別的獸就總是一個人獨來獨往。體育課上做暖身操時和阿人一組，阿人並不嫌棄它握著它的手跟它一起做暖身操，於是再一次考試裡出於好意給阿人扔紙條被寺野老師發現，阿人被處分，最後生氣的阿人找到了罪魁禍首的愛島。阿人指出愛島的手是代表它自己有特技的證明。之後愛島被阿人感動覺醒了基佬情節...喜歡阿人，想方設法討好他。和其他指猴有一個“黑魔術同好會的”社團。
長鹿奈克（／），聲：市川蒼
動物：長頸鹿，性別：雄性（♂），初登場：漫畫第18話。
同性戀，成天與其他長頸鹿互肛X劍➹（長頸鹿的習性）。不知為何執著於阿人，對和自己睡過的其他長頸鹿會失去興趣。最後被阿人拒絕，阿人最害怕的獸。和愛島是爭奪阿人的對手。
長鹿琪莉（／），聲：高尾奏音
動物：長頸鹿，性別：雌性（♀），初登場：漫畫第18話。
奈克的妹妹。告訴阿人自己的哥哥自從看到阿人後從總攻就變成了健氣受，有著腐女情節，想要看到阿人和哥哥肛X劍➹的情景。
穴蜜泰露（／），聲：本多真梨子
動物：蜜獾，性別：雌性（♀），初登場：漫畫第22話。
西頓學園的學生，抗擊打能力極強，沒有獸願意搭理她（其實是其他獸和她打招呼她完全沒反應）有一次小瑛想吃棕熊兄弟手裡的蜂蜜，棕熊們把她扔出很遠，被路過的費莉兒狼群從熊群中解救過，自稱費莉兒一行人是第一個理她的人獸，因此才想要加入狼群，有著與其嬌小的體格豪不相稱的戰鬥力，可以承受黑森哥全力的攻擊也毫無知覺，還可以一擊就打倒黑森哥，而費莉兒是第一個讓她感覺到疼痛的人 ，費莉兒本來不打算讓小瑛加入狼群，但當費莉兒聽到蘭華說的“姐姐終於明白不同物種之間也能和睦相處的道理了”一話後馬上將小瑛收入狼群中，成為狼群中的一員。
跳袋米托爾（／）
動物：小袋鼠，性別：雄性（♂），初登場：漫畫第28話。
喜愛拳擊的中型袋鼠，中型袋鼠拳擊社的社長。社團教室被紅大袋鼠們奪走時蘭華挺身而出為它打抱不平，蘭華提出比賽奪回社團，在蘭華與莓莓和料理社全員的鼓勵下打敗了赤袋學長，最後和赤袋學長和好且為了共同練習拳擊的理念一起經營起了拳擊社。
赤袋（／）
動物：紅大袋鼠，性別：雄性（♂），初登場：漫畫第28話。
實力強勁。為了爭奪社團教室而與米托爾比賽，起初看不起米托爾，最後被米托爾打敗。兩人和好一起經營起了拳擊社。
星野花（／），聲：長谷川育美
動物：鼴鼠，性別：雌性（♀），初登場：漫畫第22話。
棕熊三兄弟
動物：棕熊，性別：雄性（♂），初登場：漫畫第1話。
戲份薄弱的副角，標誌性的笑聲是“熊哈哈哈哈！！”。貌似就是蘭華和阿人在西頓學院托兒部時找他們麻煩的小熊三兄弟，蘭華1集番外回憶裡的三個傢伙（漫畫1集番外11頁右上角三隻小熊搶走蘭華的布娃娃時，它們的笑聲也是“熊哈哈哈”），雖然因為這三個傢伙的原因最後使阿人不辭而別而轉校與蘭華分開；不過這三個傢伙的下場在本篇裡也夠慘的...最先開始被寺野老師追趕、之後不是被費莉兒塞進牆壁裡、就是被黑森哥拿著小瑛變成的流星錘連它們帶它們的叔叔一起被砸飛。
驢子兄弟驢，聲：浜田洋平、若林佑
動物：驢子，性別：雄性（♂），初登場：漫畫第2話。
克蘿艾被馬群驅逐時接納了無處可去的她，兩人非常喜歡玩“驢子王”，兩人還偷窺克蘿艾洗澡。
金格的母獅后宮們，聲：衣川里佳
動物：獅子，性別：雌性（♀），初登場：漫畫第12話。
起早貪黑地侍奉著衣來伸手，飯來張口的金格的母獅后宮們，稱金格為“王”，其實只是看中金格漂亮的鬃毛才當它的后宮（獅子的天性）。最後和剪了鬃毛的金格道別。在金格與志保分手後她們又圍在了金格的身邊。

#### 教職員
寺野（／），聲：玄田哲章
動物：暴龍，性別：雄性（♂）。
西頓學園的教師，是阿人和小瞳的班主任，校長的得力幹部教師。雖然看起來很可怕，但作為老師卻非常的盡職盡責。有著養花的愛好，同時還是菲莉兒傾慕的對象。
天野卡洛利斯，聲：龍田直樹
動物：奇蝦，性別：雄性（♂）。
西頓學園校長。和美尤妃差不多，只能被裝進水族箱裡被學生搬動才能移動。
荒本（／），聲：津田健次郎
動物：阿拉摩龍，性別：雄性（♂）。
西頓學園的教師。全長30米，當荒本老師要求阿人送美尤妃回宿舍時，阿人拒絕，於是阿人就被荒本老師壞心眼地恐嚇了。
桑野（／），聲：津田健次郎
動物：禽龍，性別：雄性（♂）。
西頓學園的保健老師。
三角（／），聲：津田健次郎
動物：三角龍，性別：雄性（♂）。
三角老師是西頓學園的捨監。由於地下學生宿舍被水淹沒，所以向班裡同學通知要合宿，阿人與其他同學反對，於是阿人與同學們就被三角老師壞心眼地恐嚇了。
野戶
動物：無齒翼龍，性別：雄性（♂）。
西頓學園的體育老師。當野戶老師要求阿人與被孤立的愛島一起做暖身操運動時，阿人拒絕，於是阿人就被野戶老師壞心眼地恐嚇了。
泥野（／）
動物：恐爪龍，性別：雄性（♂）。
西頓學園老師，曾一度以退學為由恐嚇學生，期望讓學生能考試及格，其中考結束之後，被指派去幫不及格的學生補休課程。

### 其他學校
大狼費莉兒（／），聲：田野麻美
動物：蝦夷狼，性別：雌性（♀），初登場：漫畫第6話。
蘭華的姐姐，性格冷漠，表情嚴肅，不苟言笑，重度妹控。和蘭華從小出生於寒冷的北國，因為【伯格曼法則】的原因所以個頭非常巨大（4米45）。外校學生，蘭華離家之後為了找她帶她回家而進入西頓學院。但因蘭華不想離開，所以把矛頭轉向略有關係的阿人。蘭華生氣大喊“要是姐姐不回去就一輩子不和姐姐說話了！”之後帶著一臉斷線癡呆的表情當場昏倒。被寺野老師強大的外表所傾慕，開始暗戀寺野老師。被黑森它們稱呼為大姐頭，實力極強，貌似是本作最強角色。視私立達爾文學院的教師鮫野都紗子為情敵，並相互爭奪寺野的正妻之位。
黑森烏爾夫（／），聲：柳田淳一
動物：東加拿大狼，性別：雄性（♂），初登場：漫畫第6話。
外校學生，費莉兒的得力部下。留級三年。雖然看起來表面上非常凶狠，卻是一個明事理又直言表達自己心意的獸。15歲時在學校裡打架打出了惡名。但有一次因為走路時撞倒了10歲的蘭華，蘭華大哭，然後黑森這個倒霉蛋就被費莉兒一拳打飛（被打之前右眼並沒有那道傷疤，貌似就是費莉兒在那時留給它的），從此費莉兒就成了它的初戀，之後追隨她，一直不知道該怎麼和她表明自己的心意。為了費莉兒，敢於去單槍匹馬挑戰寺野老師。
眾狼們
費莉兒群落的追隨者們。支持黑森，他們經常撮合黑森與費莉兒之間的關係。黑森愛情的助攻們。

#### 濱海分校海學園
白海奏（／），聲：岡咲美保
動物：白鯨，性別：雌性（♀），初登場：漫畫第36話。
向參觀學校的西頓學院學生們表演吐泡泡環後，被大家吐槽無聊（除了蘭華覺得表演很精彩），然後帶著一臉尷尬不好意思的表情跑掉了。之後蘭華想要幫助她主動找上了她，不過蘭華被瑠歌學姐告知身為白鯨的奏不能跟上寬吻海豚們的節奏所以不能帶著她一起表演。最後在料理社的幫助下和料理社的女生們一起表演了一段精彩節目後被瑠歌認可。哭泣時的表情就像是在笑，被阿人和瑠歌吐槽：“笑什麼笑！牙齒白呀！！”。曾一度受不了社長的斯巴達訓練而一度衍生想要轉學到西頓學院的想法。
板東瑠樺（／），聲：衣川里佳
動物：寬吻海豚，性別：雌性（♀），初登場：漫畫第36話。
水上芭蕾社社長。起初並不認可奏，認為她無法的和大家一起表演所以拒絕了奏的入社。其實心裡非常擔心奏，不想讓奏因表演失敗而受到巨大打擊。最後因奏與料理社的聯合表演而被奏感動因此認可了她。有著睡著後個性會改變的左右腦模式（鯨魚和海豚有著讓左右腦輪流交替睡眠的能力，藉此能繼續游上一天）。
水上芭蕾社社員，聲：山根綺、菲魯茲·藍
動物：寬吻海豚，性別：雌性（♀），初登場：漫畫第36話。
水上芭蕾社社員。
大場尼亞（／），聲：津田健次郎
動物：歐巴賓海蠍，性別：無，初登場：漫畫第38話。
濱海分校海學園校長。

#### 私立達爾文學院
姐谷安（／），聲：上坂堇
動物：尼安德塔人，性別：雌性（♀），初登場：漫畫第45話；動畫第9集。
絶滅同盟EX團團員。
安藤安德魯（／），聲：楠大典
動物：安氏獸，性別：雄性（♂），初登場：漫畫第48話。
芭張阿特拉斯（／），聲：津田健次郎
動物：巴巴里獅，性別：雄性（♂），初登場：漫畫第48話。
揚揚（／），聲：新井里美
動物：白鱀豚，性別：雌性（♀），初登場：漫畫第48話。
輪島科曼多爾斯基（／），聲：伊原正明
動物：大海牛，性別：雄性（♂），初登場：漫畫第51話。
冰下猛（／），聲：金田朋子
動物：猛犸象，性別：雌性（♀）
絶滅同盟EX團團長。
鮫野都紗子
動物：鯊齒龍，性別：雌性（♀），初登場：漫畫第107話。
寺野過去的同學及暗戀對象，現為私立達爾文學院的教師，目前正與大狼費莉兒爭奪寺野的正妻之位。

### 學生親屬
斑刃伊惠娜的父親和哥哥，聲：津田健次郎、若林佑
動物：斑鬣狗，性別：雄性（♂）。
一對可愛的父子。兩人希望有一天伊惠娜能明白自己是女生的這件事，為了那一天兩人瞞著她私底下買了很多女裝，好給她穿好多兩人私藏的女裝，最終兩人還是放棄了。
伊原志保的父母親，聲：津田健次郎、小原好美
動物：高角羚，性別：雄性（♂）、雌性（♀）。

棕熊三兄弟的叔叔
動物：南美細齒巨熊，性別：雄性（♂）。
三兄弟為了報復費莉兒於是找來它們的叔叔，起初黑森哥被其一拳打倒，然後小瑛趕過來變成流星錘和黑森哥一起擊敗了他。

## 出版書籍
成群結伴！西頓學園
| 卷數 | 講談社         | 講談社                 | 東立出版社    | 東立出版社                          |
| 卷數 | 發售日期       | ISBN                   | 發售日期      | ISBN                                |
| ---- | -------------- | ---------------------- | ------------- | ----------------------------------- |
| 1    | 2017年7月28日  | ISBN 978-4-06-509207-1 | 2018年3月28日 | ISBN 471-0945-55511-9（首刷附錄版） |
| 2    | 2017年9月29日  | ISBN 978-4-06-509216-3 | 2018年8月24日 | ISBN 978-957-26-0398-7              |
| 3    | 2017年12月29日 | ISBN 978-4-06-509229-3 | 2019年1月18日 | ISBN 978-957-26-1542-3              |
| 4    | 2018年2月28日  | ISBN 978-4-06-509250-7 | 2019年9月10日 | ISBN 978-957-26-1543-0              |
| 5    | 2018年6月29日  | ISBN 978-4-06-511871-9 | 2020年2月20日 | ISBN 978-957-26-1544-7              |
| 6    | 2018年11月30日 | ISBN 978-4-06-513675-1 | 2020年5月28日 | ISBN 978-957-26-2347-3              |

成群結伴！西頓學園 －Animal Academy－
| 卷數 | 小學館        | 小學館 |
| 卷數 | 發售日期      |        |
| ---- | ------------- | ------ |
| 1    | 2019年8月30日 |        |
| 2    | 2020年1月30日 |        |
| 3    | 2020年2月28日 |        |
| 4    | 2020年3月30日 |        |

## 電視動畫
2019年10月宣布改編為電視動畫。2020年1月於TOKYO MX等電視台播放，動畫由Studio五組製作。本作由津田健次郎擔任宣傳隊長，會宣傳官方最新資訊，並在動畫中各話飾演各種♂（雄性）動物。本作由玄田哲章擔任旁白。

### 製作人員
- 原作：山下文吾[3]
- 監督：池畠博史[4]
- 劇本統籌・編劇：村越繁[4]
- 人物設定：佐佐木政勝[4]
- 總作画監督：酒井孝裕[4]
- 動物作画監督：永山恵[4]
- 美術監督：小木曽宣久[4]
- 美術設定：網頭瑛子[4]
- 色彩設計：歌川律子[4]
- 攝影監督：竹沢裕一[4]
- 編集：三嶋章紀[4]
- 音響監督：郷文裕貴[4]
- 音樂：山下洋介、加藤裕介、川崎智哉[4]
- 音樂監製：佐藤宏次
- 音樂製作：Cygames[4]
- 監製：秋田穣、兼岩元子、中石恵介、北澤史隆、青木隆夫、谷本千明
- 動畫監製：鷲崎健太
- 動畫製作：Studio五組[4]
- 製作協力：九州自然動物園、群馬野生動物園、千葉市動物公園、天王寺動物園、東武動物公園、名古屋市東山動物園、貓Cafe Calico、横濱八景島海島樂園[3]
- 製作：TV動畫「成群結伴！西頓學園」製作委員會[4]

### 主題音樂
片頭曲
主唱：大狼蘭華（木野日菜）、間樣人（石谷春貴）、牝野瞳（宮本侑芽）、子守尤加莉（久野美咲）、獸生三趾（小原好美）、貓米胡桃（德井青空），作詞：古屋真，作曲・編曲：加藤裕介。
片尾曲
主唱：大狼蘭華（木野日菜），作詞：古屋真，作曲・編曲：山下洋介。

### 各話列表
| 話數         | 日文標題 | 中文標題                                               | 劇本     | 分鏡         | 演出       | 作畫監督                                                      |
| ------------ | -------- | ------------------------------------------------------ | -------- | ------------ | ---------- | ------------------------------------------------------------- |
| 西頓學園記1  |          | 狼老大蘭華 －蘭華、人、瞳的故事－                      | 村越繁   | 博史池畠     | 濱崎徹     | 酒井孝裕                                                      |
| 西頓學園記2  |          | 為什麼雌性會將○○○放入口中 －尤加莉、三趾、胡桃的故事－ | 村越繁   | 博史池畠     | 牧野友映   | 小菅博                                                        |
| 西頓學園記3  |          | 所愛的人們與脫掉之物 －美希、金格、志保的故事－        | 村越繁   | 濱崎徹       | 佐佐木達也 | 栗原基樹                                                      |
| 西頓學園記4  |          | 自稱少年和大狼 －伊惠娜、費莉兒的故事－                | 佐藤裕   | 佐久間貴史   | 上野慎一郎 | 水野隆宏                                                      |
| 西頓學園記5  |          | 誰比較勇敢？ －體育祭的故事－                          | 福田裕子 | 博史池畠     | 濱崎徹     | 小島唯可、正木優太 栗原基樹、水野隆宏 永山恵、大竹晃裕 宋珉珠 |
| 西頓學園記6  |          | 母熊貓傳記 －莓莓的故事－                              | 村越繁   | 八谷賢一     | 藏本穗高   | 大田謙治                                                      |
| 西頓學園記7  |          | 令人煩惱的野獸本能習慣 －伊惠娜、瑛的故事－            | 佐藤裕   | セトウケンジ | 佐佐木達也 | 栗原基樹、宋珉珠                                              |
| 西頓學園記8  |          | 大海的吟遊詩人 － 假名、路加的故事－                   | 福田裕子 | 信田祐       | 大島克也   | 水野隆宏、大原大                                              |
| 西頓學園記9  |          | 動物生態傳 － 娜可、美希的故事－                       | 佐藤裕   | 牧野友映     | 牧野友映   | 正木優太、和田賢人 田中翼、宋珉珠                             |
| 西頓學園記10 |          | 一個溫和的野蠻人 －安、瞳的故事－                      | 福田裕子 | 清水聰       | 葛西良信   | 佐佐木彩香、服部益實                                          |
| 西頓學園記11 |          | 絕滅種族與原始謀略 －EX團的故事－                      | 村越繁   | 濱崎徹       | 濱崎徹     | 水野隆宏、小菅洋 永山恵、栗原基樹                             |
| 西頓學園記12 |          | 我所知的學生動物 －朋友的故事－                        | 村越繁   | 博史池畠     | 高田昌豊   | 大田謙治、小菅洋                                              |

### 播放平台
日本深夜動畫：下文記載的日本国内播放時間使用日本標準時間（UTC+9）表示。因為部分時間标识會採用30小时制，因此請留意这类超过24:00的时间，其實際播放時間為翌日清晨。
| 播放地區     | 播放電視台         | 播放日期        | 播放時間（UTC+9）                        | 所屬聯播網 | 備註                        |
| 日本國内     | 日本國内           | 日本國内        | 日本國内                                 | 日本國内   | 日本國内                    |
| ------------ | ------------------ | --------------- | ---------------------------------------- | ---------- | --------------------------- |
| 東京都       | TOKYO MX           | 2020年1月7日－  | 星期二 00時30分－01時00分 （星期一深夜） | 獨立UHF局  | 參加製作                    |
| 京都府       | KBS京都            | 2020年1月7日－  | 星期二 00時30分－01時00分 （星期一深夜） | 獨立UHF局  | 不適用                      |
| 兵庫縣       | SUN電視台          | 2020年1月7日－  | 星期二 00時30分－01時00分 （星期一深夜） | 獨立UHF局  | 不適用                      |
| 日本         | BS11               | 2020年1月7日－  | 星期二 00時30分－01時00分 （星期一深夜） | 衛星電視   | BS播放/ANIME+               |
| 日本         | Animax             | 2020年1月12日－ | 星期日 23時30分－星期一 00時00分         | 衛星電視   | 不適用                      |
| 日本         | AbemaTV            | 2020年1月7日－  | 星期二 00時00分－0時30分 （星期一深夜）  | 網路播放   | 不適用                      |
| 日本         | 亞馬遜影片         | 2020年1月10日－ | 星期五 0時30分                           | 網路播放   | 不適用                      |
| 日本         | QTV                | 2020年1月10日－ | 星期五 0時30分                           | 網路播放   | 不適用                      |
| 日本         | Niconico頻道       | 2020年1月10日－ | 星期五 0時30分                           | 網路播放   | 不適用                      |
| 日本         | TSUTAYA TV         | 2020年1月10日－ | 星期五 19時00分                          | 網路播放   | 不適用                      |
| 日本         | 萬代頻道           | 2020年1月12日－ | 星期日 12時00分                          | 網路播放   | 不適用                      |
| 中国大陆     | AcFun              | 2020年1月7日－  | 星期一 23時30分 更新 (UTC+8)             | 網路播放   | 簡體中文字幕                |
| 臺灣         | 巴哈姆特動畫瘋     | 2020年1月21日－ | 星期二 00時00分 更新 (UTC+8)             | 網路播放   | 繁體中文字幕 第一週首播三集 |
| 香港、東南亞 | YouTube（Ani-One） | 2020年1月17日－ | 星期二 00時00分 更新 (UTC+8)             | 網路播放   | 繁體中文字幕 第一週首播兩集 |

### 藍光光碟
| 卷數 | 發售日期     | 收錄話數       | 規格編號  |
| ---- | ------------ | -------------- | --------- |
| 1    | 2020年3月3日 | 第1話 - 第4話  | BIXA-1281 |
| 2    | 2020年5月8日 | 第5話 - 第8話  | BIXA-1282 |
| 3    | 2020年7月3日 | 第9話 - 第12話 | BIXA-1283 |

## 外部連結
- 漫畫「成群結伴！西頓學園」官方連載網站 （页面存档备份，存于）（日語）
- TV動畫「成群結伴！西頓學園」官方網站 （页面存档备份，存于）（日語）
- 「成群結伴！西頓學園」TV動畫官方的X（前Twitter）（日語）